# 街かどウォッチャー
『街かどウォッチャー』（まちかどウォッチャー）は、2002年10月5日から2006年9月23日まで、奈良テレビで毎週土曜日の18:15 - 18:30（JST）に放送されていた情報・バラエティー番組。南都銀行提供。

## 概要
視聴者から寄せられた奈良にまつわる様々な疑問を受け、出演者二人が奈良県内各地を調査し、真相の究明にあたる。

## 出演者
最終回時点の出演者は以下の通り。
- 磯部公彦（まるむし商店、2004年10月2日 - 2006年9月23日）
- 佐々木ひろみ（2004年10月2日 - 2006年9月23日）

### 過去の出演者
- 寺師一嘉（2002年10月5日 - 2004年9月25日）
- 寺本章子（2002年10月5日 - 2004年9月25日）

## 放送時間
- 毎週土曜日 18:15 - 18:30（15分間）